# نجرانى الشامي (وشحة)

تعديل مصدري - تعديل

نجرانى الشامي هي إحدى قرى عزلة بني رزق بمديرية وشحة التابعة لمحافظة حجة، بلغ تعداد سكانها 7 نسمة حسب تعداد اليمن لعام 2004.